# Enrico Castelli Gattinara di Zubiena
Enrico Castelli Gattinara di Zubiena (Turin 20 juin 1900 - Rome, 1er mars 1977) est un philosophe et historien de la philosophie italien.

## Biographie
Jusqu'en 1976, Enrico Castelli Gattinara di Zubiena a été professeur titulaire de la chaire de philosophie de la religion à l'université de Rome « La Sapienza » ; c'est lui qui a fondé la revue Archivio di Filosofia (it) et qui est à l'origine des Colloques Castelli.

## Profil culturel
Proche de l'existentialisme religieux, son œuvre, partie de positions spiritualistes, se caractérise par un style philosophique au caractère autobiographique. Il s'est intéressé aux questions liées aux rapports entre raison, art et religion, et il a introduit en Italie, au moyen de ses « Colloques », organisés à l'Université de Rome, le débat sur la démythisation. Dans sa pensée convergent des suggestions tirées de saint Augustin, de Kierkegaard, de Léon Chestov, de Heidegger, dans une recherche personnelle qui cherche à tracer les lignes d'une théologie de l'histoire fondée sur la considération du thème du péché originel. Nés de son désir de contribuer à une renaissance culturelle de l'Europe, ses Colloques ont réuni en Italie des figures majeures sur les plans religieux philosophique, théologique, ontologique, phénoménologique et herméneutique. On y a vu Henri Gouhier, Stanislas Breton, Jean Brun, Gaston Fessard, Claude Bruaire, Xavier Tilliette, Jacques Lacan, Paul Ricœur, Emmanuel Levinas, Jacques Ellul, Giulio Carlo Argan, Jean Starobinski, Émile Benveniste, Umberto Eco, Gershom Scholem, Gabriel Vahanian, Humberto Giannini. Après sa mort, Marco Maria Olivetti (1943-2006) a pris sa place comme organisateur des Colloques et comme directeur de l'Archivio di Filosofia.

## Principales publications
- Existentialisme théologique, Herman & Co., Paris 1948.
- I presupposti di una teologia della storia, Cedam, Padoue 1952 (Les présupposés d'une théologie de l'histoire, Vrin, Paris, 1954).
- Il demoniaco nell'arte, Electa, Milano-Firenze, 1952; réimprimé chez Bollati Borighieri, Genova, 2007 (Le Démoniaque dans l'Art. Sa signification philosophique, Vrin, Paris, 1958).
- Pensieri e giornate Cedam, Padoue, 1963.
- I presupposti di una teologia della storia, Cedam, Padoue 1968.
- Il tempo esaurito, Cedam, Padoue, 1968.
- Il tempo invertebrato, Cedam, Padoue 1969.
- I paradossi del senso comune, Cedam, Padoue 1970.
- La critica della demitizzazione, Cedam, Padoue 1972.
- Il tempo inqualificabile, Cedam, Padoue 1975.
- Diari (4 volumi), Cedam, Biblioteca dell'Archivio di Filosofia, Padoue 1997.

## Crédit d'auteurs
- (it) Cet article est partiellement ou en totalité issu de l’article de Wikipédia en italien intitulé « Enrico Castelli Gattinara di Zubiena » (voir la liste des auteurs).